# Quattro di Breda

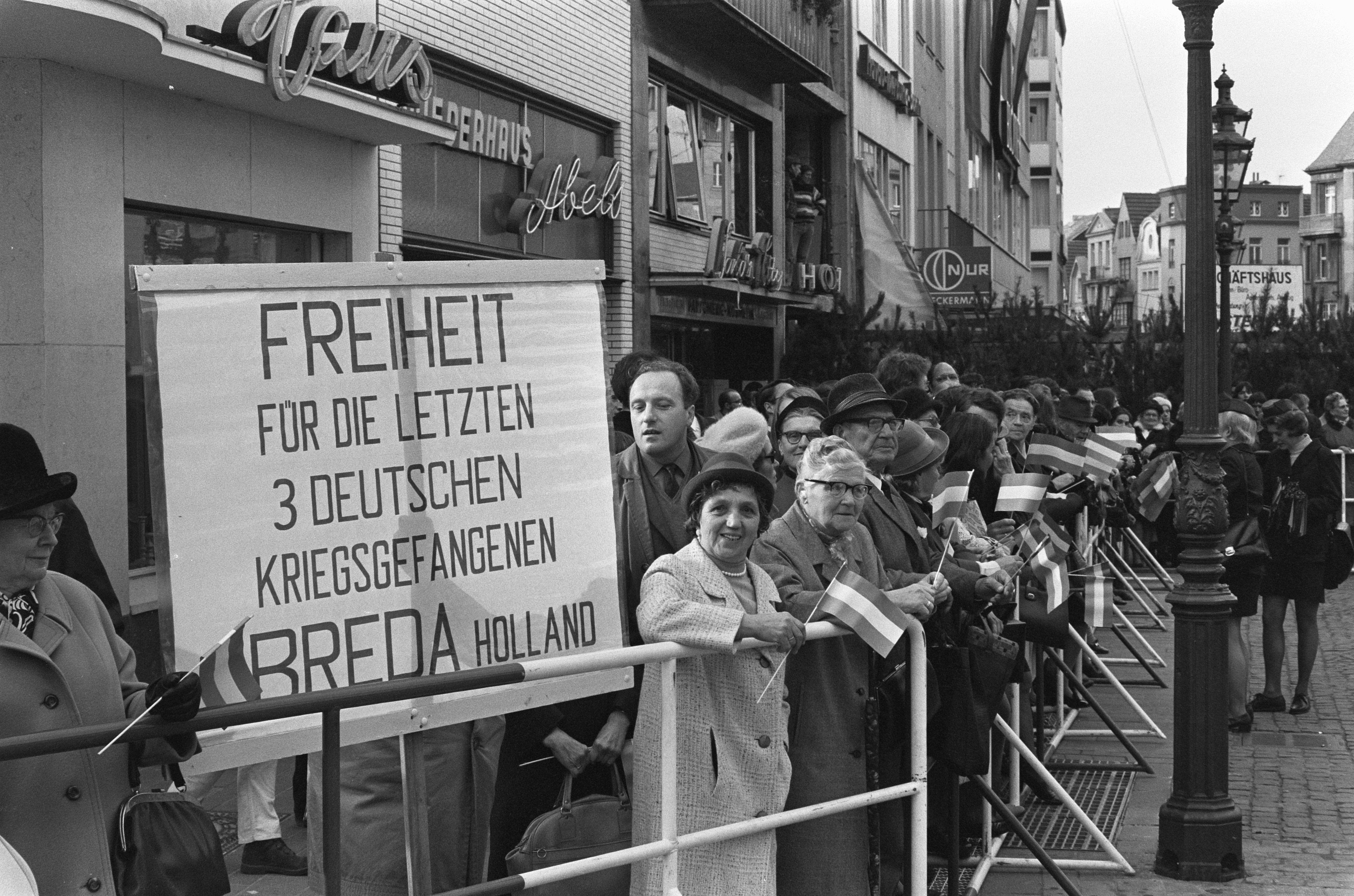
Manifestanti a Bonn chiedono l'amnistia per i "prigionieri di guerra tedeschi", 26 ottobre 1971.

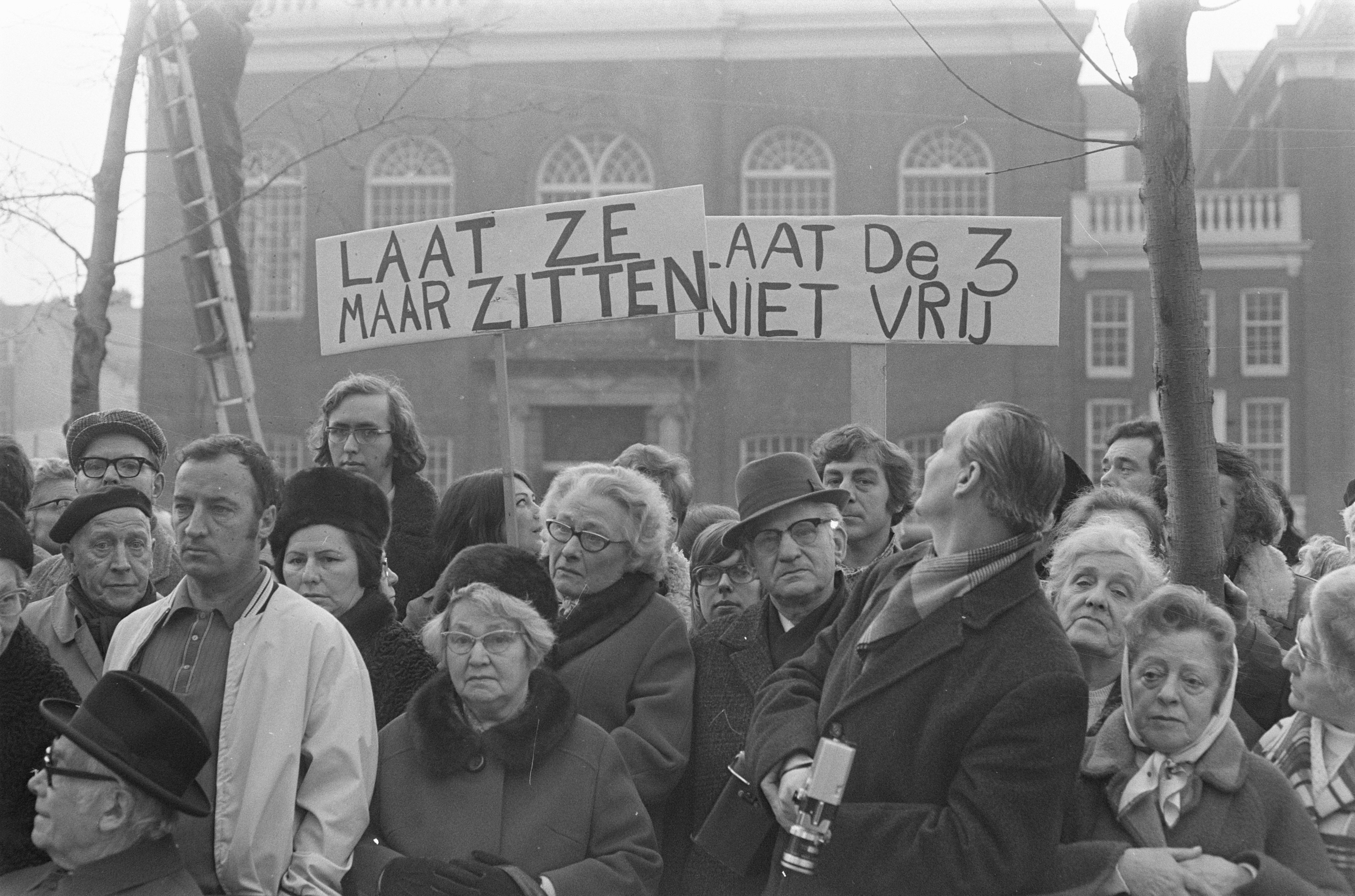
25 febbraio 1972, manifestanti contro il rilascio dei prigionieri, in occasione della commemorazione dello sciopero del febbraio 1941.

I Quattro di Breda furono quattro criminali nazisti condannati per crimini contro l'umanità; scontarono l'ergastolo a Breda nei Paesi Bassi. Diversi governi della Germania occidentale li classificarono come prigionieri di guerra, sebbene fossero stati condannati come complici attivi dell'Olocausto nei Paesi Bassi.

## I quattro detenuti
- Franz Fischer: fu rilasciato il 27 gennaio 1989, morì il 19 settembre 1989. Operò nei Paesi Bassi dal febbraio 1942 nel dipartimento speciale della Gestapo IV B 4 (Judenreferat), ufficio responsabile della registrazione, arresto e deportazione degli ebrei olandesi. Tra i compiti di Fischer ci fu anche quello di rintracciare le persone che nascondevano i perseguitati. Nei sotterranei della villa ufficiale del BdS a Scheveningen Fischer abusò dei prigionieri con bastoni e sbarre di ferro per estorcere le confessioni. Nel cosiddetto "gioco sottomarino" (in tedesco: U-Boot-Spiel), precursore della tecnica di tortura del waterboarding, tenne sott'acqua le vittime fino a quando non rivelarono le informazioni utili. Dall'agosto 1942 svolse un ruolo chiave nella deportazione di 13.000 ebrei dall'Aia, inclusi i malati, i bambini e gli anziani, nei campi di sterminio nell'est. Nel 1950 fu condannato all'ergastolo per crimini contro l'umanità, ribaltando una sentenza del 1949.[1]
- Ferdinand aus der Fünten: fu rilasciato il 27 gennaio 1989, morì il 19 aprile 1989. Fu a capo dell'Ufficio Centrale per l'emigrazione ebraica ad Amsterdam insieme a Willy Lages. Organizzò numerose incursioni, e sotto la sua personale supervisione furono evacuati gli ospizi degli ebrei, gli ospedali e l'orfanotrofio della comunità israelita. Il 21 gennaio 1943 coordinò il trasporto di 1.200 portatori di handicap mentali e cinquanta infermieri dalla clinica psichiatrica ebraica di Apeldoorn. Le Waffen-SS condussero i pazienti, alcuni dei quali poco vestiti o nudi, su camion e poi sui vagoni merci al campo di transito di Westerbork e da lì in Polonia per lo sterminio. Viaggiavano senza cibo, riscaldamento o cuccette. Dopo la partenza dei treni le SS perquisirono gli effetti personali dei pazienti, e der Fünten si appropriò del denaro trovato. Fu condannato all'ergastolo nel 1950 per crimini contro l'umanità, in revisione di una sentenza del 1949.[2]
- Joseph Johann Kotalla: morì in prigione il 31 luglio 1979.[4] Fu un capo del campo di custodia protettiva e vice comandante del campo di transito di Amersfoort. Dal novembre 1939 prestò servizio in varie unità SS Totenkopf, compreso il campo di concentramento di Buchenwald. Dopo altri incarichi, nel 1941 divenne comandante della Polizia di sicurezza e del Servizio di sicurezza del Reichsfuhrer SS (SD) all'Aia e da lì giunse ad Amersfoort; qui si guadagnò il soprannome di "Boia di Amersfoort" a causa del suo sadismo. Abusò dei prigionieri malnutriti con bastoni e manganelli di gomma, lasciò i prigionieri per ore o anche giorni senza cibo né acqua in un angolo di terra circondato da filo spinato. Sparò a dozzine di detenuti nei boschi e nel poligono di tiro. Nel dicembre 1948 fu condannato a morte ad Amsterdam, tra l'altro, per "aver sparato o aver preso parte all'esecuzione senza processo di un totale di 77 prigionieri".[5]
- Willy Lages: fu rilasciato nel 1966, morì il 2 febbraio 1971. Fu a capo della polizia di sicurezza e del servizio di sicurezza del Reichsfuhrer SS ad Amsterdam, ruolo già ricoperto all'Aia. Egli "ha combattuto la Resistenza nei Paesi Bassi con tutte le sue forze".[6] Durante la permanenza ad Amsterdam diede 37 ordini di esecuzione arbitrari per un totale di 237 persone uccise. Durante l'operazione Silbertanne, che Lages aiutò a portare a termine, l'SD e i suoi collaborazionisti olandesi uccisero dozzine di combattenti della Resistenza. Nel 1941 assunse la supervisione dell'ufficio centrale per l'emigrazione ebraica. Insieme a Ferdinand Aus der Fünten, deportò decine di migliaia di ebrei dai Paesi Bassi nei campi di sterminio. Fu condannato a morte nel 1949 per la deportazione di 70.000 ebrei e per il suo ruolo nell'uccisione di un totale di 300 persone.[7]

## Reclusione
Le condanne a morte furono commutate in ergastolo per regio decreto. Lages fu rilasciato nel 1966 a causa di una malattia e Kotalla morì in prigione nel 1979.
Le richieste di rilascio del governo federale tedesco nei confronti delle quattro persone imprigionate a Breda misero a dura prova le relazioni diplomatiche tedesco-olandesi del dopoguerra, perché la società civile olandese non approvò la politica di amnistia della Germania occidentale: tra le critiche mosse nei confronti dei tedeschi si guardò al continuo sostegno verso questi criminali da parte di tutti i governi federali, compresi quelli social-liberali di Willy Brandt e Helmut Schmidt; si trattò di cosiddetti "pacchi regalo" ufficiali del governo pieni di sigarette, cioccolato, cognac e prodotti in scatola, oltre a protezione legale e pagamento di spese legali, tentativi di intervento diplomatico e richieste di amnistia. Questi aiuti furono spediti di nascosto fin dagli anni '60 e durarono fino al gennaio 1989, quando i restanti "Due di Breda" furono rilasciati. Le associazioni neonaziste come la "Iniziativa tedesca" (Deutsche Bürgerinitiative) di Manfred Roeder o la "Lega dei soldati tedeschi" (Kampfbund Deutscher Soldaten) di Erwin Schönborn sostennero pubblicamente i "Quattro di Breda".

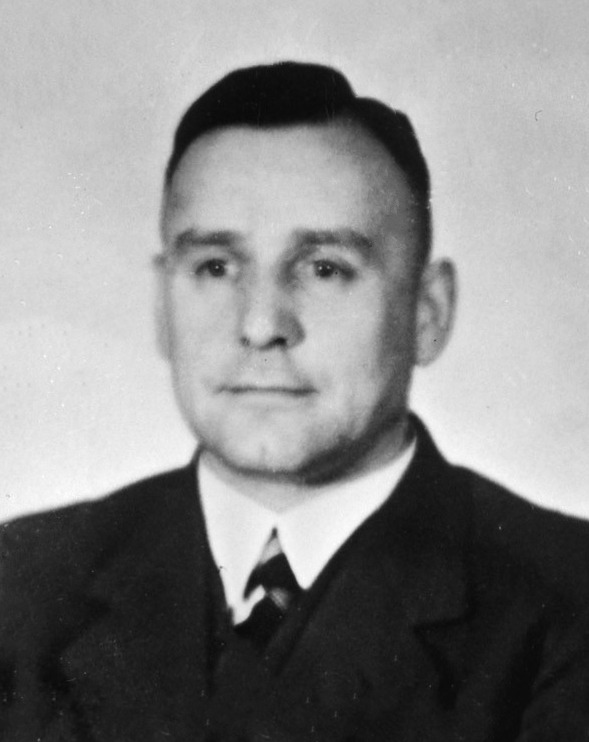
Franz Fischer
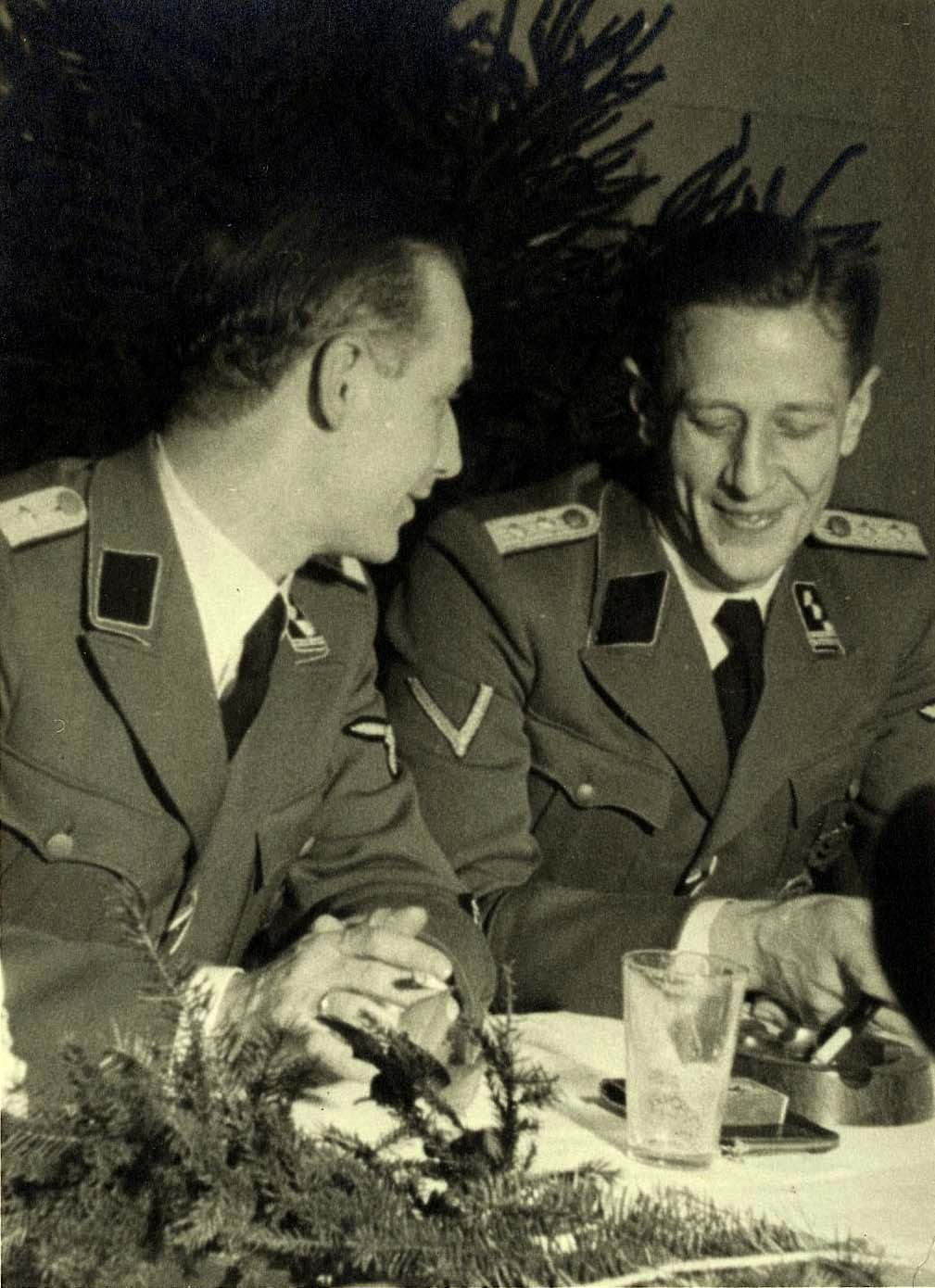
Ferdinand aus der Fünten (a destra)
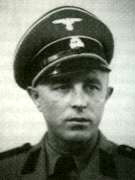
Joseph Johann Kotälla
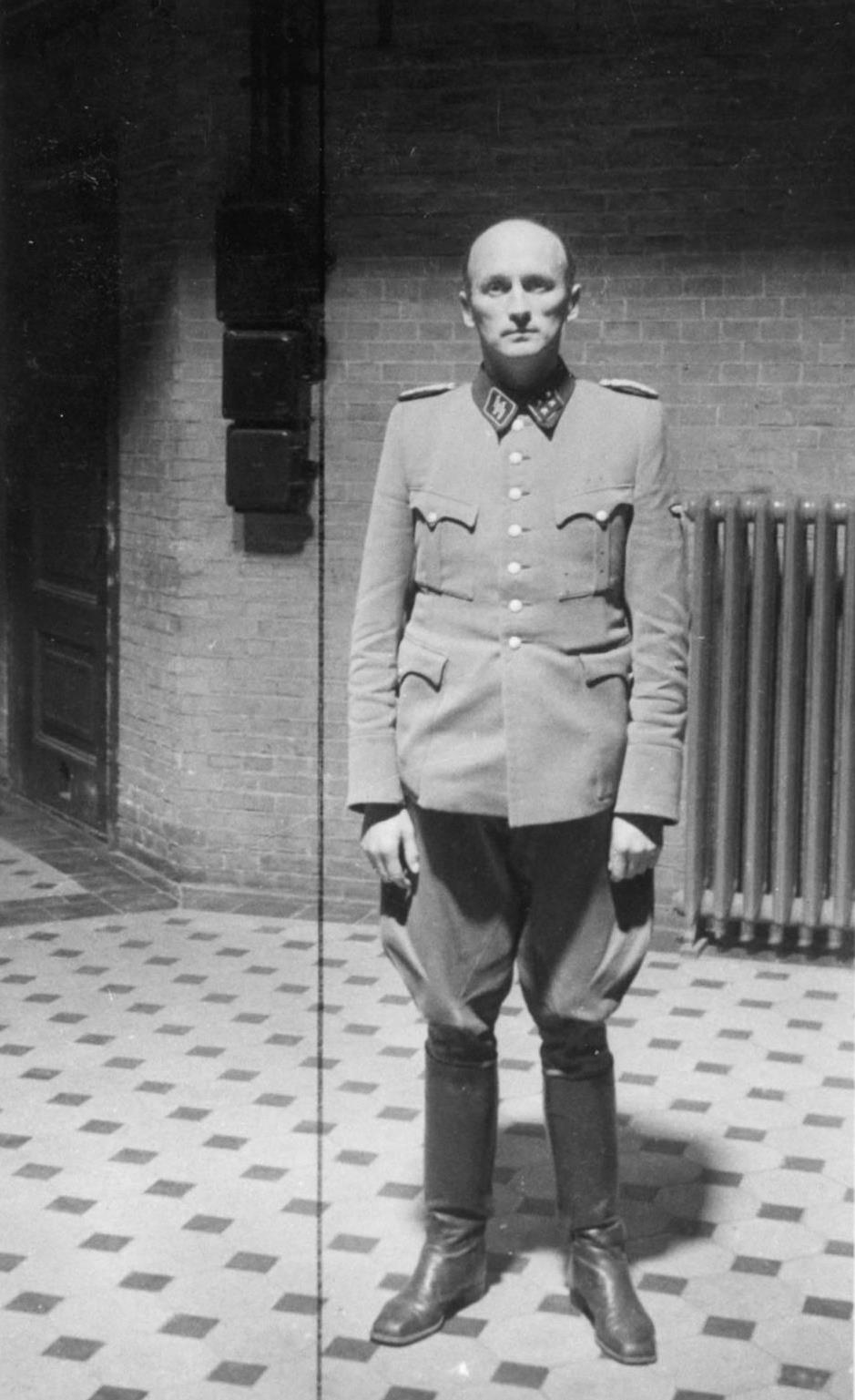
Willy Lages